# Match parfait

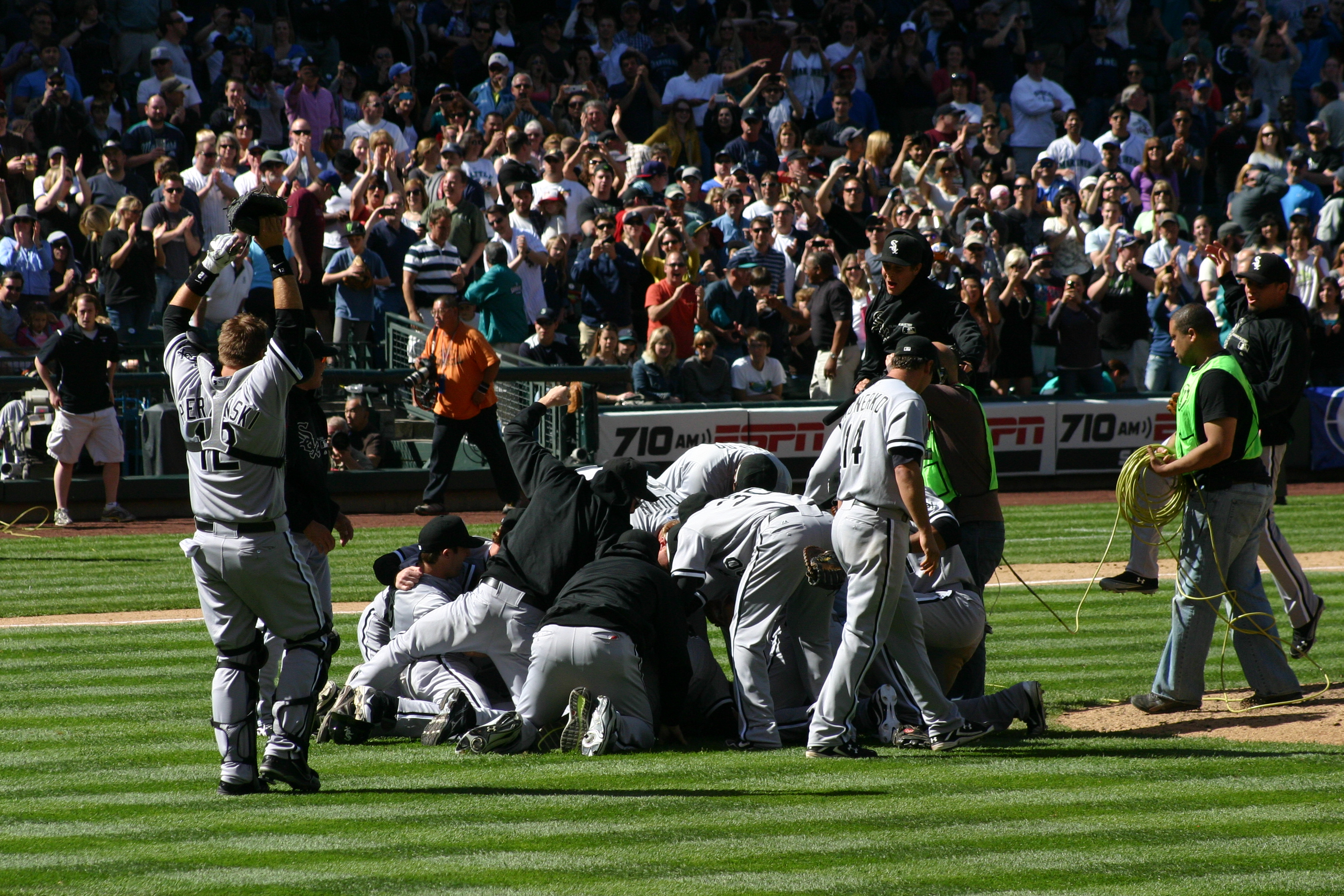
Célébrations du match parfait de Philip Humber le 21 avril 2012.

Au baseball, un match parfait – ou partie parfaite – (en anglais perfect game) est un exploit rare réalisé par un lanceur qui retire dans l'ordre tous les frappeurs de l'équipe adverse, sans que l'un d'entre eux atteigne le premier but. Par définition, il s'agit d'un match sans coup sûr doublé d'un blanchissage. 
La partie parfaite est un cas particulier du match sans point ni coup sûr, dans lequel l'équipe adverse ne peut pas placer des coureurs sur les sentiers, ni marquer des points, en soutirant des buts-sur-balles, en étant atteint par un lancer, en profitant d'erreurs de la défensive qui ne seront pas créditées comme des coups sûrs, ou en frappant des amorti-sacrifices ou des optionnels.
Depuis le début du baseball majeur dans la deuxième moitié du XIXe siècle, il n'y a eu que 23 matchs parfaits en plus de 130 saisons. Deux lanceurs ont lancé des matchs parfaits au XIXe siècle, mais leurs exploits sont contestés, les règlements du sport étant différents de ceux de l'ère moderne sur certains points. 
Habituellement, le lanceur doit retirer tour à tour 27 frappeurs, trois par manches, sauf s’il s’agit d’un match à domicile, où la dernière manche n’est pas jouée par l’équipe locale si elle mène au moment de son tour au bâton. Théoriquement, si le pointage demeure 0-0 après les neuf manches réglementaires et doit aller en manches supplémentaires, un lanceur devrait avoir à retirer plus de 27 adversaires pour réussir son match parfait. Cette éventualité ne s'est cependant jamais produite. Trois lanceurs dans l'histoire ont perdu leurs matchs parfaits après avoir retiré au moins 27 frappeurs consécutifs, avant de faillir en prolongation.

## Liste des matchs parfaits en MLB

### XIXesiècle
1. 12 juin 1880 : Le gaucher Lee Richmond, 23 ans, des Worcesters de Worcester, dans une victoire de 1-0 à sur les Blues de Cleveland.
2. 17 juin 1880 : Le droitier Monte Ward, 20 ans, des Grays de Providence, dans une victoire de 5-0 sur les Bisons de Buffalo, à Buffalo.

### Ère moderne
1. 5 mai 1904 : Le droitier Cy Young, 37 ans, dans une victoire de 3-0 des Americans de Boston sur les Athletics de Philadelphie.
2. 2 octobre 1908 : Le droitier Addie Joss, 28 ans, dans une victoire de 1-0 des Naps de Cleveland  sur les White Sox de Chicago.
3. 30 avril 1922 : Le droitier Charlie Robertson, 26 ans, dans une victoire de 2-0 des Indians de Cleveland sur les Tigers de Détroit, à Détroit.
4. 8 octobre 1956 : Le droitier Don Larsen, 27 ans, dans une victoire de 2-0 des Yankees de New York sur les Dodgers de Brooklyn en Série mondiale.
5. 21 juin 1964 : Le droitier Jim Bunning, 32 ans, dans une victoire de 6-0 des Phillies de Philadelphie sur les Mets de New York, à New York.
6. 9 septembre 1965 : Le gaucher Sandy Koufax, 29 ans, dans une victoire de 1-0 des Dodgers de Los Angeles sur les Cubs de Chicago.
7. 8 mai 1968 : Le droitier Catfish Hunter, 22 ans, dans une victoire de 4-0 des Athletics d'Oakland sur les Twins du Minnesota.
8. 15 mai 1981 : Le droitier Len Barker, 25 ans, dans une victoire de 3-0 des Indians de Cleveland sur les Blue Jays de Toronto.
9. 30 septembre 1984 : Le droitier Mike Witt, 24 ans, dans une victoire de 1-0 des Angels de la Californie sur les Rangers du Texas, au Texas.
10. 16 septembre 1988 : Le gaucher Tom Browning, 28 ans, dans une victoire de 1-0 des Reds de Cincinnati sur les Dodgers de Los Angeles.
11. 28 juillet 1991 : Le droitier Dennis Martinez, 36 ans, dans une victoire de 2-0 des Expos de Montréal sur les Dodgers de Los Angeles, à Los Angeles.
12. 28 juillet 1994 : Le gaucher Kenny Rogers, 28 ans, dans une victoire de 4-0 des Rangers du Texas sur les Angels de la Californie.
13. 17 mai 1998 : Le gaucher David Wells, 34 ans, dans une victoire de 4-0 des Yankees de New York sur les Twins du Minnesota.
14. 18 juillet 1999 : Le droitier David Cone, 36 ans, dans une victoire de 6-0 des Yankees de New York sur les Expos de Montréal.
15. 18 mai 2004 : Le gaucher Randy Johnson, 40 ans, dans une victoire de 2-0 des Diamondbacks de l'Arizona sur les Braves d'Atlanta, à Atlanta.
16. 23 juillet 2009 : Le gaucher Mark Buerhle, 30 ans, dans une victoire de 5-0 des White Sox de Chicago sur les Rays de Tampa Bay, à Chicago[1].
17. 9 mai 2010 : Le gaucher Dallas Braden, 26 ans, dans une victoire de 4-0 des Athletics d'Oakland sur les Rays de Tampa Bay, au McAfee Coliseum[2].
18. 29 mai 2010 : Le droitier Roy Halladay, 33 ans, dans une victoire de 1-0 des Phillies de Philadelphie sur les Marlins de Floride, à Miami[3].
19. 21 avril 2012 : Le droitier Philip Humber, 29 ans, dans la victoire de 4-0 des White Sox de Chicago sur les Mariners de Seattle, à Safeco Field[4].
20. 13 juin 2012 : Le droitier Matt Cain, 27 ans, dans la victoire de 10-0 des Giants de San Francisco sur les Astros de Houston, au AT&T Park[5].
21. 15 août 2012 : Le droitier Felix Hernandez, 26 ans, dans la victoire de 1-0 des Mariners de Seattle sur les Rays de Tampa Bay, au Safeco Field[6].
22. 29 juin 2023 : Le droitier Domingo Germán, 30 ans, dans la victoire de 11-0 des Yankees de New York sur les Athletics d'Oakland, au Oakland Coliseum[7].

## Liste des matchs parfaits «non officiels» en MLB
- Le 23 juin 1917, Babe Ruth, alors lanceur pour les Red Sox de Boston, accorde un but-sur-balles en 4 lancers consécutifs au premier frappeur du match, Ray Morgan. Ruth conteste la zone des prises de Brick Owens, l'arbitre au marbre. Il s'en prend à Owens, qui l'expulse du match. Ruth doit être escorté hors du stade par les policiers après avoir tenté de frapper l'arbitre. Ernie Shore s'amène au monticule pour remplacer Babe Ruth, et retire consécutivement les 27 frappeurs suivants des Senators de Washington. Déjà considéré comme un match parfait par le baseball majeur, cet exploit est aujourd'hui officiellement reconnu comme un match sans point ni coup sûr, mais pas comme une partie parfaite.

- Le 26 mai 1959, Harvey Haddix des Pirates de Pittsburgh, lance 12 manches parfaites (36 retraits de suite, un record absolu pour un match unique) contre les Brewers de Milwaukee. En fin de 13e manche, une erreur du joueur de troisième-but Don Hoak permet à Frank Mantilla, des Brewers, d'atteindre le premier coussin. Eddie Mathews fera avancer le coureur au deuxième avec un sacrifice. Un but-sur-balles intentionnel sera ensuite accordé à Hank Aaron. Puis le frappeur suivant, Joe Adcock frappera un coup de circuit. Étrangement, le circuit sera transformé en double lorsque Adcock, trop pressé, devance Aaron en contournant les sentiers, mais Mantilla avait déjà passé au marbre, marquant le point qui procurait à Milwaukee une victoire de 1-0 sur Pittsburgh. Ce match spectaculaire fut le théâtre des 12 manches parfaites de Harvey Haddix, un exploit demeuré inégalé dans l'histoire.

- Le 3 juin 1995, Pedro Martinez, des Expos de Montréal, lança neuf manches parfaites contre les Padres de San Diego. La marque étant de 0-0, le match va en manches supplémentaires, et les Expos prennent les devants 1-0 en début de 10e manche. Cependant, à leur tour au bâton en fin de 10e, les Padres frappent leur premier coup sûr aux dépens de Martinez, un double de Bip Roberts qui chasse le partant des Expos de la rencontre et lui fait perdre sa partie parfaite. Mel Rojas, appelé en relève, retire les 3 frappeurs suivants, concrétisant le gain de 1-0 de Montréal.

- Le 2 juin 2010 à Détroit, lors du surnommé match presque parfait d'Armando Galarraga, Armando Galarraga des Tigers lance huit manches et deux tiers parfaites contre les Indians de Cleveland. Après 26 retraits consécutifs, le 27e frappeur à lui faire face, Jason Donald, frappe un roulant à l'avant-champ que le joueur de premier but des Tigers, Miguel Cabrera, relaie à Galarraga pour compléter le match et ce qui aurait dû être une partie parfaite. Mais l'arbitre Jim Joyce déclare Donald sauf, contre toute attente, privant le lanceur des Tigers d'un match parfait et d'un match sans point ni coup sûr. La reprise vidéo, à laquelle le baseball majeur n'a pas recours pendant les matchs, montre clairement que le coureur n'avait jamais devancé le relais et que le lanceur, couvrant le premier but, avait bien le pied sur le coussin. Après le match, Joyce admet avoir rendu la mauvaise décision et demande un entretien avec Galarraga, à qui il présente ses excuses. Le commissaire du baseball Bud Selig refuse toutefois de renverser la décision erronée prise par l'officiel, privant Galarraga de ce qui aurait pu être le 21e match parfait de l'histoire[8].

## Records en MLB
- Le seul match parfait réussi en séries éliminatoires fut celui de Don Larsen en Série mondiale 1956. Cet exploit fut de plus pendant longtemps le seul match sans point ni coup sûr jamais réussi en match d'après-saison. Cinquante-quatre ans plus tard, Roy Halladay lance un match sans point ni coup sûr en Série de division 2010.

- Preuve de l'extrême rareté du match parfait, on calcule qu'en moyenne un tel exploit est réussi tous les huit ans par un lanceur, et que seulement une partie de baseball professionnel sur 20 000 est une partie parfaite.

- Durant la saison 2010 de la Ligue majeure de baseball, deux matchs parfaits furent réussis, ce qui est une première dans l'ère moderne du baseball. Deux parties parfaites avaient aussi été lancées lors de la saison 1880. La saison 2012 voit le record être fracassé avec 3 parties parfaites, celles de Philip Humber, Matt Cain et Felix Hernandez.

- Les parties parfaites de Dallas Braden et Roy Halladay se produisirent à seulement 20 jours de différence en mai 2010, le plus court intervalle entre deux exploits du genre.

- Le plus long intervalle entre deux matchs parfaits est de 34 ans, entre ceux de Charlie Robertson en 1922 et Dan Larsen en 1956. Comme ce dernier avait réussi l'exploit en Série mondiale, il s'écoula un intervalle record de 42 ans entre deux matchs parfaits en saison régulière, de Charlie Robertson en 1922 à Jim Bunning en 1964.

## Matchs parfaits perdus après 26 retraits en MLB
Dans les Ligues majeures de baseball, 13 lanceurs ont retiré dans l'ordre les 26 premiers adversaires avant de perdre leur match parfait alors qu'ils n'avaient qu'un seul retrait à réaliser. Voici la liste de ces lanceurs et la façon dont ils ont perdu un match parfait après deux retraits en neuvième manche :
| Date             | Lanceur           | Équipe                  | Score | Adversaire                | Lieu                           | Notes                                                                                                 |
| ---------------- | ----------------- | ----------------------- | ----- | ------------------------- | ------------------------------ | --- |
| 4 juillet 1908   | Hooks Wiltse      | Giants de New York      | 1-0   | Phillies de Philadelphie  | Polo Grounds, New York         | George McQuillen est atteint d'un lancer. Wiltse lance un match sans point ni coup sûr de 10 manches. |
| 5 août 1932      | Tommy Bridges     | Tigers de Détroit       | 13-0  | Senators de Washington    | Tiger Stadium, Détroit         | Coup sûr de Dave Harris.                                                                              |
| 27 juin 1958     | Billy Pierce      | White Sox de Chicago    | 3-0   | Senators de Washington    | Comiskey Park, Chicago         | Double d'Ed Fitz Gerald.                                                                              |
| 2 septembre 1972 | Milt Pappas       | Cubs de Chicago         | 8-0   | Padres de San Diego       | Wrigley Field, Chicago         | But-sur-balles à Larry Stahl. Pappas termine son match sans coup sûr.                                 |
| 15 avril 1983    | Milt Wilcox       | Tigers de Détroit       | 6-0   | White Sox de Chicago      | Comiskey Park, Chicago         | Coup sûr de Jerry Hairston.                                                                           |
| 2 mai 1988       | Ron Robinson      | Reds de Cincinnati      | 3-2   | Expos de Montréal         | Riverfront Stadium, Cincinnati | Coup sûr de Wallace Johnson.                                                                          |
| 4 août 1989      | Dave Stieb        | Blue Jays de Toronto    | 2-1   | Yankees de New York       | SkyDome, Toronto               | Double de Roberto Kelly.                                                                              |
| 20 avril 1990    | Brian Holman      | Mariners de Seattle     | 6-1   | Athletics d'Oakland       | Coliseum, Oakland              | Circuit de Ken Phelps.                                                                                |
| 2 septembre 2001 | Mike Mussina      | Yankees de New York     | 1-0   | Red Sox de Boston         | Fenway Park, Boston            | Coup sûr de Carl Everett.                                                                             |
| 2 juin 2010      | Armando Galarraga | Tigers de Détroit       | 3-0   | Indians de Cleveland      | Comerica Park, Détroit         | Coup sûr de Jason Donald, que l'arbitre déclare sauf par erreur.                                      |
| 2 avril 2013     | Yu Darvish        | Rangers du Texas        | 7-0   | Astros de Houston         | Minute Maid Park, Houston      | Coup sûr de Marwin González.                                                                          |
| 6 septembre 2013 | Yusmeiro Petit    | Giants de San Francisco | 3-0   | Diamondbacks de l'Arizona | AT&T Park, San Francisco       | Coup sûr d'Eric Chavez.                                                                               |
| 20 juin 2015     | Max Scherzer      | Nationals de Washington | 6-0   | Pirates de Pittsburgh     | Nationals Park, Washington     | José Tábata est atteint par un lancer. Scherzer réussit un match sans point ni coup sûr.              |